# 岩崎山 (愛知県)
岩崎山（いわさきやま）は、愛知県小牧市中北部に位置する山。標高は54.9メートル。

## 概要
この辺りでは珍しい花崗岩質の岩山だが、これは山体が小牧山などと同様に秩父古生層の残丘であるためで、麓との高低差は14.9メートル。岩屋古墳の石室材として利用されるなど、産出される岩は古くから用いられてきた。名古屋城築城の際には加賀藩の御用石切場となった記録があり、山中の複数の岩にかつて彫られた家紋や矢穴（岩を割るためタガネで開けられた穴）が見られる。山内には神社や寺院が複数あるほか、名前の付いた岩が多数あり、中でも熊野神社境内にある「五枚岩」（ごまいいわ）は非常に大きな露頭として愛知県の天然記念物に指定されている。

## 岩崎山砦跡

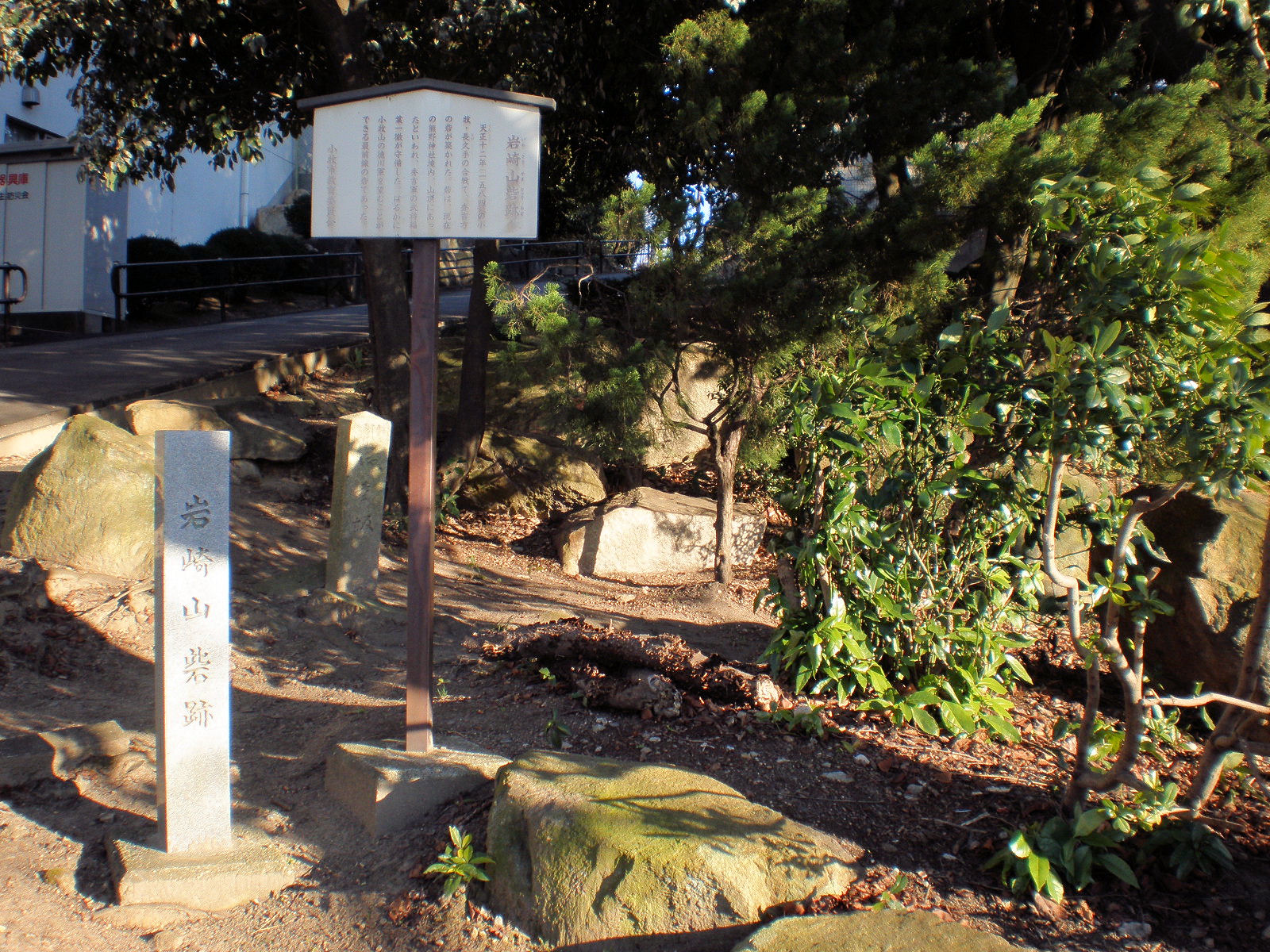
岩崎山砦跡

岩崎山砦跡（いわさきやまとりであと）は、天正12年（1584年）の小牧・長久手の戦いの折り、秀吉方が築いたとされる砦の跡である。稲葉一鉄・貞通親子らが4千の兵を率いて布陣した。砦の規模は分かっていないが、岩崎山の頂上や熊野神社境内にあったと言われている。

## 歴史
- 1584年 - 小牧・長久手の戦いで豊臣秀吉方の軍勢が布陣。
- 1960年6月2日 - 五枚岩が県の天然記念物に。
- 1990年 - 切支丹灯籠が、観音寺境内に移転。
- 2005年8月 - 山麓（南側）の石垣工事終了。

## 寺社・岩・施設など
- 御統監之趾

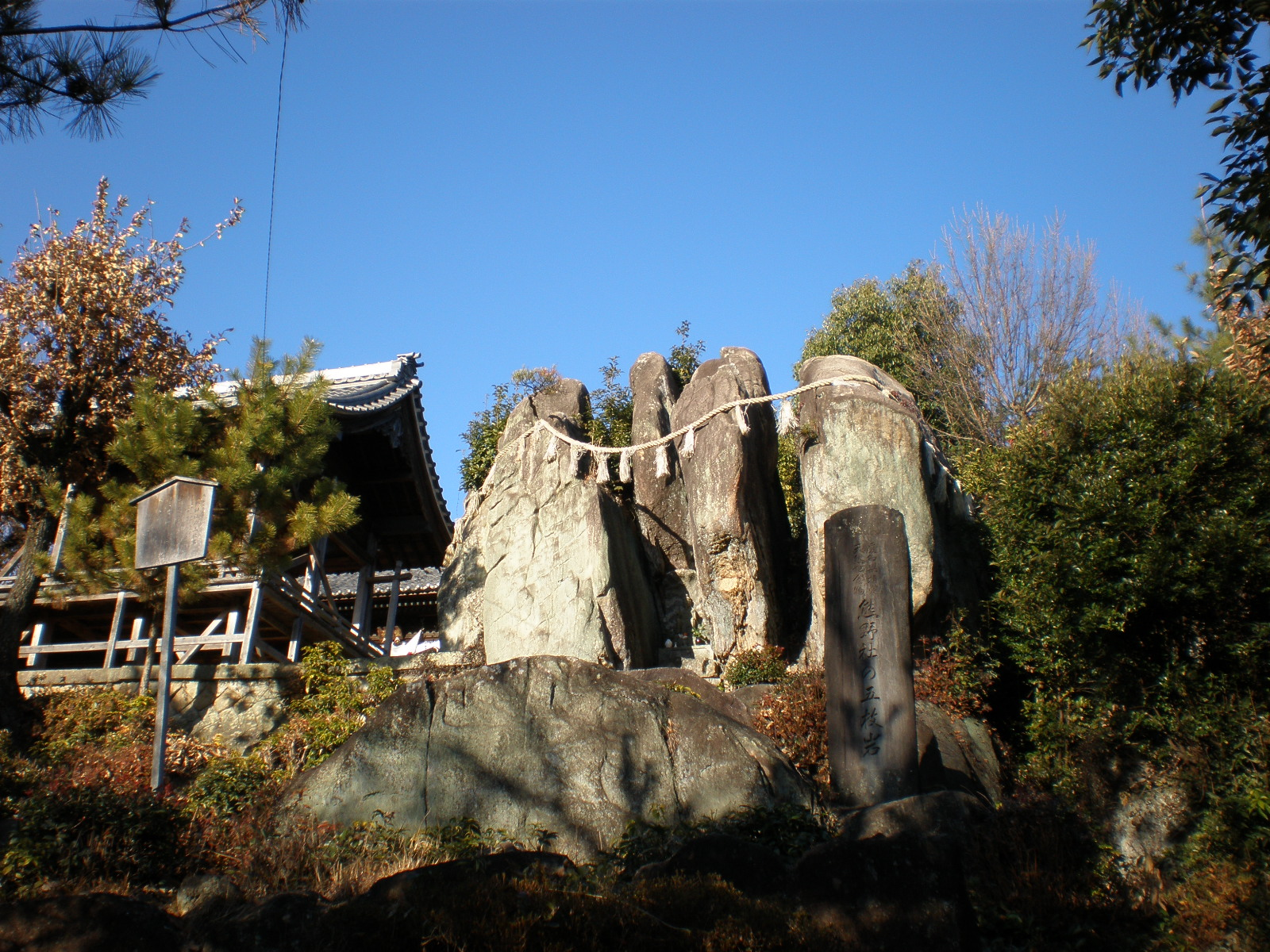
五枚岩

- 弘法大師の足跡 - 窪んだ部分が足跡のように見えることから名付けられた岩。
- 御嶽山座王大権現
- 熊野神社
  - 五枚岩
- 宗吾神社
- 観音寺
- 白龍神社
  - 白龍住井戸 - 「白い龍が住んでいた」と言う逸話のある、小さな井戸。
- 岩崎会館 - 公民館。
- 岩崎児童遊園
- 岩崎山公園
- 岩屋古墳
- 岩崎山砦跡

## その他

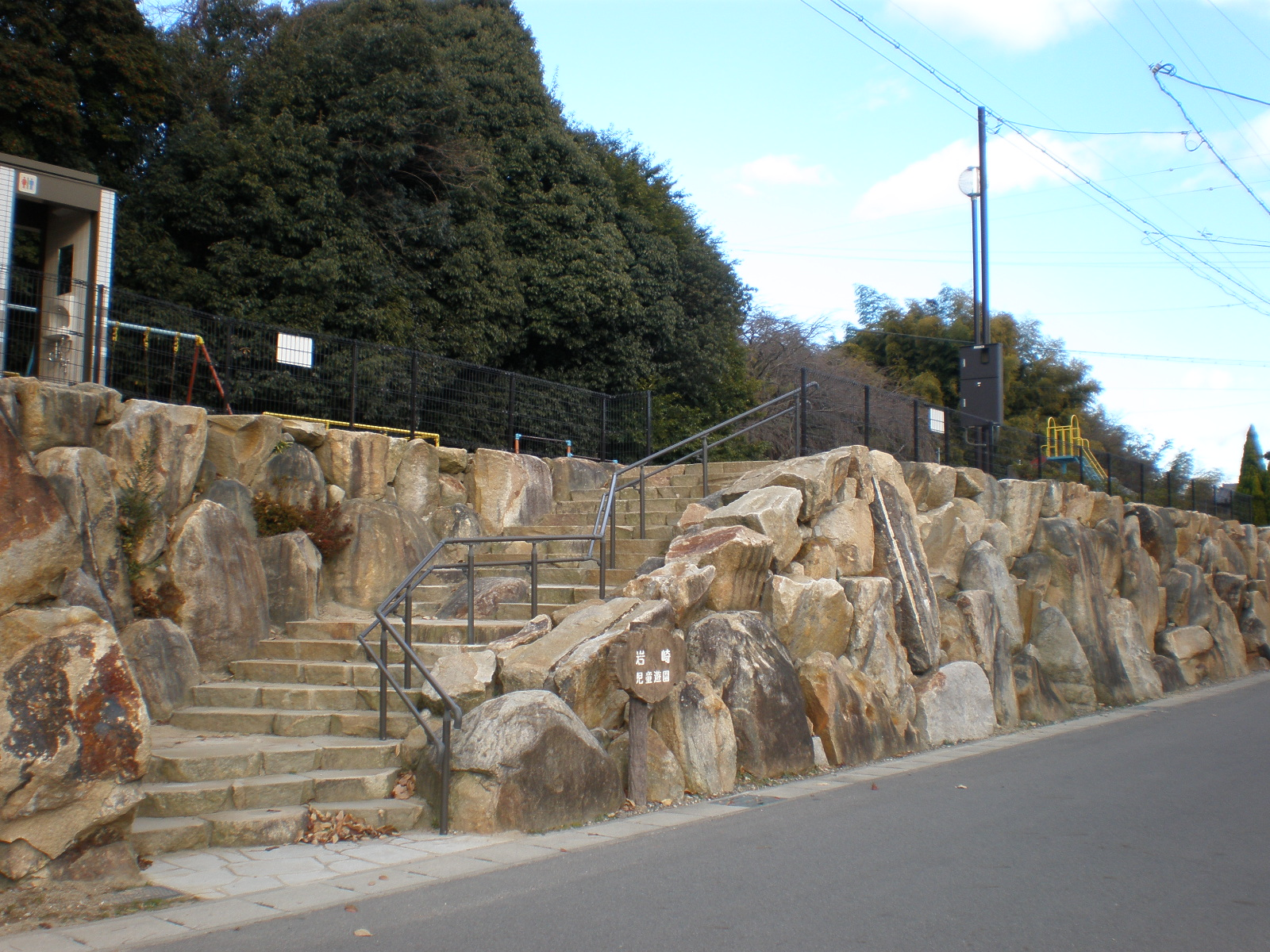
岩崎児童遊園

山裾の南側、熊野神社の入り口や岩崎児童遊園の土台部分にあたる石垣は近年整備されたもので、用いられている岩は名古屋城の石垣普請に用いるために切り出されながら使われることが無かった石材である。

## 所在地
- 愛知県小牧市大字岩崎地内

## 交通手段
- こまき巡回バス「岩崎山前」停留所下車、徒歩で約3分。
- 名鉄小牧線 味岡駅下車、徒歩で約15分。

## 周辺
- 県営岩崎団地
- 小牧市立一色小学校
- 新木津用水